# 'Abd ar-Ra'ūf ibn Tāj al-'Arifīn al-Munāwī
 (janvier 2018).
Si vous disposez d'ouvrages ou d'articles de référence ou si vous connaissez des sites web de qualité traitant du thème abordé ici, merci de compléter l'article en donnant les références utiles à sa vérifiabilité et en les liant à la section « Notes et références ».
‘Abd ar-Ra’ūf ibn Tāj al-‘Arifīn al-Munāwī est un docteur de la loi chaféiste et spirituel soufi. Il naît en Égypte en 1545 (952) au Caire et meurt en 1622 (1030).

## Biographie
Al-Muhibbī le décrit en ces termes : « Imam vertueux et ascète, homme de grande piété (…) proche de Dieu et dévoué à autrui (…) patient et sincère ». Issu d’une famille célèbre pour sa piété, originaire de Munayt ou Munāw, où ses ancêtres s’étaient établis après leur départ de Tunisie, il devint très jeune hāfiz et fut initié au taṣawwuf par Sha‘rānī. Après sa mort, il se rapprocha notamment de la confrérie Khalwatiyya et de diverses autres. Après certaines fonctions religieuses, il se retira du monde pour écrire. Puis il revint dans le monde pour enseigner à l’Université d’aṣ-Ṣālihīyya, où la très grande qualité de son enseignement, qui attirait à lui les plus éminents savants de son temps, lui fit subir la jalousie de certains au point qu’il fut probablement empoisonné. Il en réchappa mais abandonna alors son enseignement pour, désormais trop affaibli pour écrire, dicter ses œuvres à l’un de ses fils, Tāj ad-dīn Muhammad. Il mourut en 1622. 

## Œuvres
Le nombre de ses écrits dépasse la centaine et aborde des registres très divers, soufisme, sciences religieuses mais aussi logique, médecine ou botanique. Ils connurent un certain succès de son vivant et sont encore étudiés aujourd’hui, même si la majorité de ceux-ci ne sont plus guère accessibles que sous forme de manuscrits. Son livre, al-Kawākib ad-durriya fī tarājim as-sāda aṣ-ṣūfiyya, « Les astres resplendissants ou Biographies des maîtres soufis », connu aussi sous le titre Tabaqāt al-Munāwī aṣ-ṣughrā, répertorie la vie des grands spirituels des temps du prophète jusqu’à sa propre époque. Il y mentionne trente-cinq saintes musulmanes dans la partie qui en a été traduite en français par Nelly Amri.
Il a écrit sur le hadîth, le droit, la grammaire, l'histoire, la géographie, la zoologie, les successions, l'interprétation des rêves, et un livre regroupant logique, sources du droit, successions, grammaire, médecine, astronomie et soufisme, sous le titre Ithâf al-mubra bi-l-'ulûm al-'ashra, « La poluiche offerte aux dix sciences. »

## Croyance
L'Imâm Al-Munâwi rejetait les croyances impliquant qu'Allâh serait un corps ou qu'Il serait dans une direction ou un endroit. Il a clairement qualifié ces croyances d'innovation. Dans son livre Faydou l-Qadîr Charh Al-Jâmi’ As-Saghîr, le Chaykh Al-Munâwi a dit : « Quant à celui qui devient mécréant par sa mauvaise innovation, c’est comme celui qui renie la connaissance d'Allâh en prétendant qu'Allâh ne connait pas le détail, ou qui prétend qu'Allâh serait un corps, ou qu’Il serait dans une direction. De même celui qui dit qu'Allâh est en contact avec le monde ou détaché de lui. On ne caractérise pas les actes de ces derniers seulement par le rejet car il est plus vil que cela par sa mauvaise croyance ».